# Rheni(III) bromide
Rheni(III) bromide là một hợp chất vô cơ có công thức hóa học ReBr3. Nó là một chất rắn kết tinh sáng bóng màu đen, phản ứng với nước để tạo thành rheni(IV) oxide và có cùng cấu trúc với rheni(III) chloride.

## Điều chế
Hợp chất này được điều chế bằng phản ứng của kim loại rheni và hơi brom ở 500 °C trong môi trường nitơ:
6Re + 9Br2 → 2Re3Br9
Nếu có oxy trong khí quyển, nó sẽ tạo thành rheni(III) oxybromide.
Tuy nhiên, phương pháp phổ biến nhất để sản xuất hợp chất này là thực hiện phản ứng giữa kali hexabromorhenat(IV) với bạc(I) nitrat để tạo thành bạc hexabromorhenat(IV), sau đó nung nóng hợp chất thu được đến 600 °C để tạo thành rheni(III) bromide.
K2ReBr6 + 2AgNO3 → Ag2ReBr6 + 2KNO3
6Ag2ReBr6 → 12AgBr + 3Br2 + 2Re3Br9
Một phương pháp khác là phân hủy rheni(V) bromide bằng nhiệt.

## Hợp chất khác
ReBr3 khi hòa tan trong dung dịch NH3 sẽ tạo màu nâu đậm. Từ dung dịch này có thể phân lập các phức ReBr3·7NH3, ReBr3·9NH3, ReBr3·14NH3 và ReBr3·20NH3. Phức ReBr3·4NH3 cũng được biết đến, tồn tại dưới dạng chất rắn màu nâu đen.